# Budhabare (Jhapa)
Budhabare (nep. बुधबारे) – gaun wikas samiti we wschodniej części Nepalu w strefie Meći w dystrykcie Jhapa. Według nepalskiego spisu powszechnego z 2001 roku liczył on 3928 gospodarstw domowych i 19742 mieszkańców (9783 kobiet i 9959 mężczyzn).